# Erik Wiese
Erik C. Wiese, né sous le nom de Eric Eldritch, est un scénariste, producteur, réalisateur, animateur et artiste de storyboard américain principalement connu pour son travail sur les séries télévisées d'animation Bob l'éponge et Super Bizz dont il est le cocréateur.

## Filmographie

### Producteur
- 2008-2009 : Super Bizz (15 épisodes)

### Scénariste
- 1999-2007 : Bob l'éponge (19 épisodes)
- 2002-2004 : Samouraï Jack (6 épisodes)
- 2008-2009 : Super Bizz (27 épisodes)

### Réalisateur
- 1999 : Björk Greatest Hits (assistant réalisateur)
- 2000 : Sammy (2 épisodes)
- 2008-2011 : Super Bizz (39 épisodes)

### Animateur
- 1997 : chargé d'animation pour les publicités Nike
- 1998 : Michat-Michien (2 épisodes)
- 1999 : Björk Greatest Hits I Miss You
- 1999 : Bob l'éponge (1 épisode)
- 1999 : Boo Boo Runs Wild
- 1999 : A Day in the Life of Ranger Smith
- 2000 : Les Razmoket à Paris, le film

### Artiste de storyboard
- 1994 : Le Roi lion
- 1995 : Maui Mallard in Cold Shadow
- 1996 : Hé Arnold !
- 1998-1999 : Michat-Michien (2 épisodes)
- 1999 : La Famille Delajungle (1 épisode)
- 1999-2007 : Bob l'éponge (30 épisodes)
- 2000 : Les Razmoket à Paris, le film
- 2001-2004 : Mes parrains sont magiques (2 épisode)
- 2002-2004 : Samouraï Jack (8 épisodes)
- 2004 : Danny Fantôme (5 épisodes)
- 2005 : The X's (1 épisode)
- 2008 : Super Bizz (2 épisodes)